# Beatles for Sale No. 2
Beatles for Sale No. 2 is een ep van de Britse band The Beatles. Het werd op 4 juni 1965 uitgebracht door Parlophone. De ep verscheen enkel in het Verenigd Koninkrijk en Australië op de markt.
De ep bevat nummers die eerder al op Beatles for Sale, het vierde studioalbum van de groep, verschenen. Het was de tweede ep met enkel nummers van dit album, nadat een aantal maanden eerder de gelijknamige ep uitkwam. De ep behaalde de vijfde plaats van de Britse hitlijst voor ep's en bleef hier 24 weken in staan.

## Tracks
Alle muziek en teksten zijn geschreven door Lennon-McCartney, tenzij anders aangegeven. 
| Nr. | Titel               | Duur |
| --- | ------------------- | ---- |
| 1.  | I'll Follow the Sun | 1:46 |
| 2.  | Baby's in Black     | 2:05 |

| Nr. | Titel                           | Duur |
| --- | ------------------------------- | ---- |
| 1.  | Words of Love (Buddy Holly)     | 2:04 |
| 2.  | I Don't Want to Spoil the Party | 2:34 |